# Kertész Mór
Kertész Mór, 1916-ig Kohn (Csapi, 1874. április 1. – Budapest, 1920. július 31.) lakatossegéd, forradalmár, a Magyarországi Tanácsköztársaság alatt a csepeli forradalmi törvényszék elnöke.

## Élete
Kohn Simon falusi kovácsmester és Weisz Karolina fia. Édesapja fiát kovácsinasnak adta, annak 10 éves korában egy vándorkovács mellé. Kertész Mórt 1895-ben besorozták, tüzérként szerelt le 25 évesen, és egy zágrábi ágyúgyárban kezdett dolgozni. 1900-ban felkerült a fővárosba, ahol géplakatosként dolgozott a Ganz-Danubius művekben. Már fiatalon bekapcsolódott a szociáldemokrata mozgalomba, a vérvörös csütörtökön való részvétele miatt azonban munkahelyéről elbocsátották. Ezután a csepeli Weiss Manfréd Művekbe került, ahol hamarosan az üzem egyik bizalmija lett. 1913-ban Csepere költözött, szerepet vállalt az itteni munkások szervezésében. Az őszirózsás forradalom alatt illegálisan megalakult csepeli munkástanács tagja, a következő év januárjában pedig részt vett a Weiss Manfréd gyár üzemi tanácsában, illetve a csepeli MSZDP-szervezet irányításában is. Az 1919. március 21-én kikiáltott Magyarországi Tanácsköztársaság alatt először a csepeli direktórium előbb lakásügyeket intéző biztosa, majd elnöke lett. Áprilisban a csepeli forradalmi törvényszék elnökeként folytatta tevékenységét, míg júniusban a ráckevei ellenforradalom leverését irányította. A proletárdiktatúra bukása előtti napon 1919. július 31-én délben letartóztatták hivatali hatalommal való visszaélés vádja miatt, ám a Budapesti Forradalmi Törvényszék még aznap szabadlábra helyezte. A bukás után rövid ideig a Dunántúlon bujdokolt, ám ismét letartóztatták, majd kötél általi halálra ítélték és kivégezték.